# Mihály
Mihály ist die ungarische Variante von Michael.

## Bekannte Namensträger

### Vorname
- Mihály Babits (1883–1941), ungarischer Dichter und Übersetzer
- Mihály Bakos (1742–1803), ungarischer Priester und Schriftsteller
- Mihály Borbély (* 1956), ungarischer Musiker
- Mihály Bozsi (1911–1984), ungarischer Wasserballspieler
- Mihály Csíkszentmihályi (1934–2021), ungarisch-US-amerikanischer Psychologe
- Mihály Csokonai Vitéz (1773–1805), ungarischer Dichter
- Mihály Deák Bárdos (* 1975), ungarischer Ringer
- Mihály Dresch (* 1955), ungarischer Jazzsaxophonist
- Mihály Fazekas (1766–1828), ungarischer Dichter
- Mihály Gubis (1948–2006), ungarischer Musiker, Maler und Bildhauer
- Mihály Hesz (* 1943), ungarischer Kanute
- Mihály Hoppál (* 1942), ungarischer Ethnologe
- Mihály Horváth (1809–1878), ungarischer Historiker und Theologe
- Mihály Huszka (1933–2022), ungarischer Gewichtheber
- Mihály Károlyi (1875–1955), ungarischer Politiker
- Mihály Kubinszky (1927–2016), ungarischer Architekt, Fotograf und Autor
- Mihály Lantos (1928–1989), ungarischer Fußballspieler
- Mihály Martos (* 1945), ungarischer Eisschnellläufer
- Mihály Matura (1900–1975), ungarischer Ringer
- Mihály Mayer (1933–2000), ungarischer Wasserballspieler
- Mihály Mosonyi (1815–1870), ungarischer Komponist
- Mihály Munkácsy (1844–1900), ungarischer Maler
- Mihály Pataki (1893–1977), ungarischer Fußballspieler und -trainer
- Mihály Rusovszky (1894–1979), ungarischer Radrennfahrer
- Mihály Tóth (1926–1990), ungarischer Fußballspieler
- Mihály Vajda (1935–2023), ungarischer Philosoph und Germanist
- Mihály Vörösmarty (1800–1855), ungarischer Dichter, Schriftsteller und Übersetzer
- Mihály Zichy (1827–1906), ungarischer Maler

### Familienname
- Ákos Mihály (* 1999), rumänisch-ungarischer Eishockeyspieler
- András Mihály (1917–1993), ungarischer Komponist
- Aneta Mihaly (* 1957), rumänische Ruderin, siehe Aneta Marin
- Anton Sztáray von Nagy-Mihaly (1740–1808), österreichischer Offizier
- Árpád Mihály (* 1980), rumänisch-ungarischer Eishockeyspieler
- Ede Mihály (* 1986), rumänischer Eishockeyspieler
- Dénes von Mihály (1894–1953), ungarischer Physiker und Techniker
- Jo Mihaly (1902–1989), deutsche Tänzerin, Schauspielerin, Dichterin und Autorin
- Julia Mihály (* 1984), deutsch-ungarische Sängerin, Komponistin und Performerin

## Weiteres
KFJOB – Füred bis Szt. Mihály, Dampflokomotiven der Kaiser Franz Joseph-Orientbahn